# マルレナ・コワレフスカ
マルレナ・コワレフスカ（Marlena Kowalewska, 旧姓：プレシニェロビッチ、1992年1月9日 - ）は、ポーランドの女子バレーボール選手。ポーランド代表。

## 来歴

### クラブチーム
2010年、Enea Energetyk Poznańへ入団。2012年、Budowlani Toruńへ移籍し、3年間プレーした。2015年6月、KS Pałac Bydgoszczへ移籍し、正セッターとして活躍した。2017年6月、BKSスタル・ビェルスコ＝ビャワへの移籍が発表され、1年間プレーした。2018年、グルパ・アゾティ・チェミック・ポリツェへ移籍し、6年間在籍し、タウロンリーガでは優勝4回、ポーランドカップで優勝4回のタイトル獲得に貢献した。2024年6月、ŁKSコマースコン・ウッチと契約し、2024/25シーズンのタウロンリーガではチームを準優勝へ導き、自身はベストセッター賞を受賞した。

### 代表チーム
2016年、シニア代表に初選出された。2017年、ワールドグランプリ、欧州選手権に出場した。2018年、ネーションズリーグでは正セッターとして活躍し、予選ラウンドのベストサーバー部門ではトップの活躍をみせた。2019年、ネーションズリーグ、東京五輪大陸間予選、2019年バレーボール女子欧州選手権に出場した。2024年、4年ぶりに代表復帰し、ネーションズリーグに出場した。

## 球歴
- ワールドグランプリ - 2017年
- ネーションズリーグ - 2018年、2019年、2024年
- 欧州選手権 - 2017年、2019年

## 所属クラブ
- Enea Energetyk Poznań（2010-2012年）
- Budowlani Toruń（2012-2015年）
- KS Pałac Bydgoszcz（2015-2017年）
- BKSスタル・ビェルスコ＝ビャワ（2017-2018年）
- グルパ・アゾティ・チェミック・ポリツェ（2018-2024年）
- ŁKSコマースコン・ウッチ（2024年-）